# 渋谷彩乃
渋谷 彩乃（しぶや あやの、5月18日 - ）は、日本の女性声優。東京都出身。賢プロダクション所属。

## 略歴
スクールデュオ卒業後、2015年4月1日付けで賢プロダクションに所属。

## 人物
特技はクラシックバレエ、柔軟。クラシックバレエについては3歳から約15年間打ち込んでいたという。趣味はダンス、散歩、読書。

## 出演
太字はメインキャラクター。

### テレビアニメ
2014年
- パックワールド
- 幕末Rock

2015年
- 探偵チームKZ事件ノート（2015年 - 2016年、女の子、子供、女子生徒2、女の子2）

2017年
- ポケットモンスター サン&ムーン（2017年 - 2019年、ホシ）
- BanG Dream!（生徒B、生徒A、ギターリストA、ボーカルA、小塚千穂、豊崎麻里恵、岡入果歩 他）
- キラキラ☆プリキュアアラモード（神楽坂りさ、パコ、さき）
- かみさまみならい ヒミツのここたま（かほ）

2018年
- 魔法少女 俺（妖魔、シーブャ アヤーノ）
- カードファイト!! ヴァンガード（2018年 - 2020年、三和タイシ〈幼少期〉） - 2シリーズ
- 若おかみは小学生!（男の子）
- パズドラ（2018年 - 2020年、カナコ）
- DOUBLE DECKER! ダグ&キリル（ライザ）

2019年
- 魔法少女特殊戦あすか（女子生徒）
- ファンタシースターオンライン2 エピソード・オラクル（2019年 - 2020年、オペレーター）
- サザエさん（2019年 - 2020年、モニカ 他）

2020年
- 僕のヒーローアカデミア（2020年 - 2024年、リーダー男子児童、絢爛崎美々美、少年、男児） - 3シリーズ
- 映像研には手を出すな!（売り子）
- 啄木鳥探偵處（女の子）

2021年
- 回復術士のやり直し（フレア / フレイア）
- デュエル・マスターズ キング!（孫）
- 異世界食堂2（ルーミア）
- サクガン（ノーチェ）

2022年
- 王子の本命は悪役令嬢（クリス） - オンエア版
- キャップ革命 ボトルマンDX（2022年 - 2023年、少年2、水野イロハ、女子B、ローランズ3）
- ダンス・ダンス・ダンスール（女児、幼児クラスの生徒、夏姫の友人、女児A、女子生徒A）
- 本好きの下剋上 司書になるためには手段を選んでいられません（ハイディ、ディルク）
- よふかしのうた（水着女子B）
- 不徳のギルド（メイデナ・アンジェ）
- アイドリッシュセブン Third BEAT!（ファンA）

2023年
- 天国大魔境（ナナキ、十五）
- 【推しの子】（らら）
- クレヨンしんちゃん（女性A）
- ふしぎ駄菓子屋 銭天堂（園児）
- 呪術廻戦 懐玉・玉折/渋谷事変（格納呪霊）
- め組の大吾 救国のオレンジ（看護師）

2024年
- ダンダダン（クラスメイトB）

2025年
- ババンババンバンバンパイア（女子生徒、ズラタン）
- ウマ娘 シンデレラグレイ（ノルンエース）
- 青春ブタ野郎はサンタクロースの夢を見ない（安濃八重）

### 劇場アニメ
- 映画 キラキラ☆プリキュアアラモード パリッと!想い出のミルフィーユ!（2017年、女性）
- 機動戦士ガンダム ククルス・ドアンの島（2022年、ユイ、ダリオ）
- 雨を告げる漂流団地（2022年、千絵梨）
- 青春ブタ野郎はおでかけシスターの夢を見ない（2023年、安濃八重）

### OVA
- 12歳。（2015年、女子2） - 『ちゃお』2015年11月号付録

### Webアニメ
- キャップ革命 ボトルマン（2020年 - 2021年、水野イロハ）
- TIGER & BUNNY 2（2022年、子供）
- PLUTO（2023年、子供）

### ゲーム
2015年
- 車なごコレクション（初代ロードスター、ユーノス500、5代目シルビア）

2017年
- Ever Oasis 精霊とタネビトの蜃気楼
- グランブルーファンタジー（2017年 - 2023年、ザ・デビル）
- ゼルダの伝説 ブレス オブ ザ ワイルド（プルア）

2018年
- 逆転オセロニア（ネイト）
- モン娘☆は〜れむ（キトリー）
- イドラ ファンタシースターサーガ（エマ）
- ミラーズクロシッング（ハンナ）
- 刀使ノ巫女 刻みし一閃の燈火（加賀美ミミ）

2019年
- エンゲージプリンセス〜眠れる姫君と夢の魔法使い〜（ネオン）
- ポケモンマスターズ（ホープトレーナー、えんじ）
- ドラゴンクエストX いばらの巫女と滅びの神 オンライン（サティ、リズティ、バザー客1）

2020年
- ゼルダ無双 厄災の黙示録（プルア）

2021年
- シンスメモリーズ 星天の下で（プルシアイネン藍乃）

2022年
- スターメロディー ユメミドリーマー（キララ・スター）

2023年
- ゼルダの伝説 ティアーズ オブ ザ キングダム（プルア）
- ヘブンバーンズレッド（原田先輩）

2024年
- とある魔術の禁書目録 幻想収束（サローニャ=A=イリヴィカ）
- プリンセスピーチ Showtime!
- アズールレーン（涼波）

2025年
- ドラゴンクエストX 未来への扉とまどろみの少女 オンライン（バルディスタ新兵1）
- プロミス・マスコットエージェンシー（ピンキー☆）

### ドラマCD
- アイドルマスター ミリオンライブ!第2巻（2015年、女子高生[1]）
- 回復術士のやり直し（2019年、フレア[23]）
- 青春ブタ野郎はスイートバレットの夢を見ない（2024年、安濃八重） - ドラマCD付き特装版
- アンスリウム・ラブ（2024年、渡木咲）

### BLCD
- ハングアウトクライシス（2016年、チーム動物園[1]）
- 理想的恋愛の条件（2021年）
- エンサークルメントラブ（2022年、良〈幼少〉）

### 吹き替え

#### 映画
- アイビー+ビーン（ズズ）
- ファンタスティック・ビーストとダンブルドアの秘密[24]

#### ドラマ
- シカゴ・メッド シーズン3（デボラ）
- SCORPION/スコーピオン
- 脱出おひとり島（ソウン〈チェ・ソウン〉）
- FAMOUS IN LOVE
- ユニークライフ（ベス）

#### アニメ
- アバター 伝説の少年アン（タイリー）
- プレッツェルとこいぬたち（デリラ）

### ナレーション
- WoW! Ho! TV

### ラジオ
※はインターネット配信。
- 回復術士のやり直し 2周目を楽しむラジオ（2021年、音泉※）[25]

## ディスコグラフィ

### キャラクターソング
| 発売日         | 商品名                                                                             | 歌                                         | 楽曲                                      | 備考                                                           |
| -------------- | ---------------------------------------------------------------------------------- | ------------------------------------------ | ----------------------------------------- | -------------------------------------------------------------- |
| 2018年6月27日  | 俺ジナルソングス                                                                   | 矢茂小波（森久保祥太郎）、妖魔（渋谷彩乃） | 「恋のシャウト・イズ・ナンバーワン！」    | テレビアニメ『魔法少女 俺』関連曲                              |
| 2021年3月24日  | 回復術士のやり直し Blu-ray&DVD キャラクターソング&TVサイズ主題歌CD                 | フレイア（渋谷彩乃）、セツナ（石上静香）   | 「Wash My World」                         | テレビアニメ『回復術士のやり直し』関連曲                       |
| 2023年11月29日 | 「青春ブタ野郎はおでかけシスターの夢を見ない」Blu-ray＆DVD 特典Original Soundtrack | スイートバレット                           | 「ミューズになっちゃう」 「オトメノート」 | 劇場アニメ『青春ブタ野郎はおでかけシスターの夢を見ない』劇中歌 |
| 2025年9月17日  | 「青春ブタ野郎はサンタクロースの夢を見ない」 Blu-ray＆DVD第1巻 特典                | スイートバレット                           | 「超音波のメロディ」                      | テレビアニメ『青春ブタ野郎はサンタクロースの夢を見ない』劇中歌 |

### シリーズ一覧
1. ↑  『中学生編・高校生編』（2018年 - 2019年）、『新右衛門編』（2020年）
2. ↑  第4期（2020年）、第6期（2023年）、第7期（2024年）

### ユニットメンバー
1. 1 2  豊浜のどか（内田真礼）、広川卯月（雨宮天）、安濃八重（渋谷彩乃）、中郷蘭子（鈴代紗弓）、岡崎ほたる（高木美佑）